# Philadelphia Liberty Medal

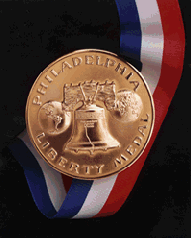
Philadelphia Liberty Medal

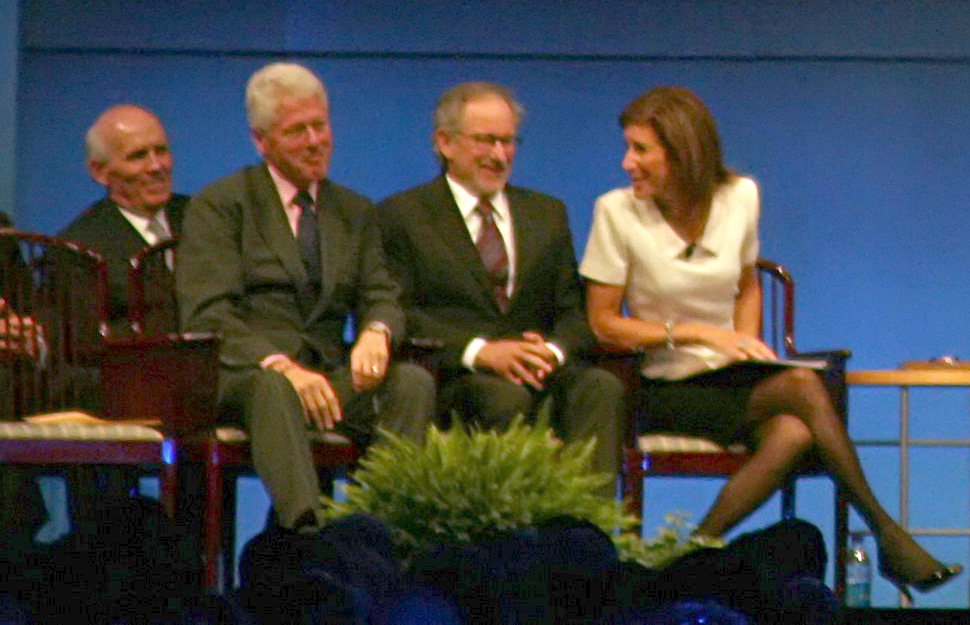
Bill Clinton i Steven Spielberg podczas ceremonii

Philadelphia Liberty Medal – doroczna nagroda przyznawana w Stanach Zjednoczonych przez National Constitution Center za wybitne osiągnięcia w walce o wolność. Nagroda została ufundowana w roku 1989 przez Philadelphia Foundation, ale w 2006 roku doszło do porozumienia z National Constitution Center (NCC), na mocy którego NCC przyznaje i wręcza nagrody wybranym osobom lub organizacjom. Nagradzani wybierani są przez radę nadzorczą NCC. Pierwszą osobą uhonorowaną medalem był, w roku 1989, Lech Wałęsa.

## Lista nagrodzonych
| Rok  | Nazwisko                                |
| ---- | --------------------------------------- |
| 2022 | Wołodymyr Zełenski                      |
| 2021 | Ludżajn al-Hazlul Jimmy Lai             |
| 2020 | Ruth Bader Ginsburg                     |
| 2019 | Anthony Kennedy                         |
| 2018 | George W. Bush Laura Bush               |
| 2017 | John McCain                             |
| 2016 | John Lewis                              |
| 2015 | XIV Dalajlama                           |
| 2014 | Malala Yousafzai                        |
| 2013 | Hillary Clinton                         |
| 2012 | Muhammad Ali                            |
| 2011 | Robert Gates                            |
| 2010 | Tony Blair                              |
| 2009 | Steven Spielberg                        |
| 2008 | Michaił Gorbaczow                       |
| 2007 | Bono DATA (Debt, AIDS, Trade, Africa)   |
| 2006 | George H.W. Bush Bill Clinton           |
| 2005 | Wiktor Juszczenko                       |
| 2004 | Hamid Karzaj                            |
| 2003 | Sandra Day O’Connor                     |
| 2002 | Colin Powell                            |
| 2001 | Kofi Annan                              |
| 2000 | Dr James D. Watson Dr Francis Crick     |
| 1999 | Kim De Dzung                            |
| 1998 | George J. Mitchell                      |
| 1997 | CNN International                       |
| 1996 | Król Husajn Szymon Peres                |
| 1995 | Sadako Ogata                            |
| 1994 | Václav Havel                            |
| 1993 | Nelson Mandela Frederik Willem de Klerk |
| 1992 | Thurgood Marshall                       |
| 1991 | Oscar Arias Sanchez Lekarze bez Granic  |
| 1990 | Jimmy Carter                            |
| 1989 | Lech Wałęsa                             |